# Wahlkreis Na h-Eileanan an Iar (Schottisches Parlament)
| Na h-Eileanan an Iar                         |
| -------------------------------------------- |
| Na h-Eileanan an Iar · Highlands and Islands |
| Gebildet                                     |
| 1999                                         |
| Abgeordneter                                 |
| Alasdair Allan (SNP)                         |
| Regionen                                     |
| Äußere Hebriden                              |

Na h-Eileanan an Iar ist ein Wahlkreis für das Schottische Parlament. Er wurde 1999 unter dem Namen Western Isles als einer von acht Wahlkreisen der Wahlregion Highlands and Islands eingeführt, die im Zuge der Revision der Wahlkreise im Jahre 2011 neu zugeschnitten wurde. Hierbei wurde der Wahlkreis entsprechend der gälischen Bezeichnung der Council Area Äußere Hebriden, die er repräsentiert, in Na h-Eileanan an Iar umbenannt. Er umfasst die sämtliche Inseln der Äußeren Hebriden, darunter Lewis, Harris, North Uist, Benbecula und South Uist. Der Wahlkreis entsendet einen Abgeordneten.
Der Wahlkreis erstreckt sich über eine Fläche von 3059,5 km2. Im Jahre 2020 lebten 26.500 Personen innerhalb seiner Grenzen.

## Wahlergebnisse

### Parlamentswahl 1999
| Ergebnisse der Parlamentswahl 1999 | Ergebnisse der Parlamentswahl 1999 | Ergebnisse der Parlamentswahl 1999 | Ergebnisse der Parlamentswahl 1999 |
| Partei                             | Kandidat                           | Stimmen                            | %                                  |
| ---------------------------------- | ---------------------------------- | ---------------------------------- | ---------------------------------- |
| Labour                             | Alasdair Morrison                  | 7248                               | 51,9                               |
| SNP                                | Alasdair Nicholson                 | 5155                               | 36,9                               |
| Conservative                       | Jamie McGrigor                     | 1095                               | 7,9                                |
| Liberal Democrats                  | John Horne                         | 456                                | 3,3                                |

### Parlamentswahl 2003
| Ergebnisse der Parlamentswahl 2003 | Ergebnisse der Parlamentswahl 2003 | Ergebnisse der Parlamentswahl 2003 | Ergebnisse der Parlamentswahl 2003 | Ergebnisse der Parlamentswahl 2003 |
| Partei                             | Kandidat                           | Stimmen                            | %                                  | ±                                  |
| ---------------------------------- | ---------------------------------- | ---------------------------------- | ---------------------------------- | ---------------------------------- |
| Labour                             | Alasdair Morrison                  | 5825                               | 47,0                               | −3,7                               |
| SNP                                | Alasdair Nicholson                 | 5105                               | 41,2                               | +5,1                               |
| Conservative                       | Frank Warren                       | 612                                | 4,9                                | −2,8                               |
| Liberal Democrats                  | Conor Snowden                      | 498                                | 4,0                                | +0,8                               |
| Scottish Socialist                 | Joanne Telfer                      | 347                                | 2,8                                | +0,4                               |
| Wahlbeteiligung: 12.387 (58,42 %)  |                                    |                                    |                                    |                                    |

### Parlamentswahl 2007
| Ergebnisse der Parlamentswahl 2007 | Ergebnisse der Parlamentswahl 2007 | Ergebnisse der Parlamentswahl 2007 | Ergebnisse der Parlamentswahl 2007 | Ergebnisse der Parlamentswahl 2007 |
| Partei                             | Kandidat                           | Stimmen                            | %                                  | ±                                  |
| ---------------------------------- | ---------------------------------- | ---------------------------------- | ---------------------------------- | ---------------------------------- |
| SNP                                | Alasdair Allan                     | 6354                               | 46,6                               | +5,4                               |
| Labour                             | Alasdair Morrison                  | 5667                               | 41,6                               | −5,4                               |
| Liberal Democrats                  | Ruaraidh Ferguson                  | 852                                | 6,3                                | +2,3                               |
| Conservative                       | Dave Petrie                        | 752                                | 5,5                                | +0,6                               |
| Wahlbeteiligung: 13.625 (61,79 %)  |                                    |                                    |                                    |                                    |

### Parlamentswahl 2011
| Ergebnisse der Parlamentswahl 2011 | Ergebnisse der Parlamentswahl 2011 | Ergebnisse der Parlamentswahl 2011 | Ergebnisse der Parlamentswahl 2011 | Ergebnisse der Parlamentswahl 2011 |
| Partei                             | Kandidat                           | Stimmen                            | %                                  | ±                                  |
| ---------------------------------- | ---------------------------------- | ---------------------------------- | ---------------------------------- | ---------------------------------- |
| SNP                                | Alasdair Allan                     | 8496                               | 65,3                               | +18,7                              |
| Labour                             | Donald Crichton                    | 3724                               | 28,6                               | −13,0                              |
| Conservative                       | Charlie McGrigor                   | 563                                | 4,3                                | −1,2                               |
| Liberal Democrats                  | Peter Morrison                     | 228                                | 1,8                                | −4,5                               |
| Wahlbeteiligung: 13.011 (59,59 %)  |                                    |                                    |                                    |                                    |

### Parlamentswahl 2016
| Ergebnisse der Parlamentswahl 2016 | Ergebnisse der Parlamentswahl 2016 | Ergebnisse der Parlamentswahl 2016 | Ergebnisse der Parlamentswahl 2016 | Ergebnisse der Parlamentswahl 2016 |
| Partei                             | Kandidat                           | Stimmen                            | %                                  | ±                                  |
| ---------------------------------- | ---------------------------------- | ---------------------------------- | ---------------------------------- | ---------------------------------- |
| SNP                                | Alasdair Allan                     | 6.874                              | 52,1                               | −13,2                              |
| Labour                             | Rhoda Grant                        | 3.378                              | 25,6                               | −3,0                               |
| Conservative                       | Ranald Fraser                      | 1.499                              | 11,4                               | +7,0                               |
| Scottish Christian                 | John Cormack                       | 1.162                              | 8,8                                | +8,8                               |
| Liberal Democrats                  | Ken MacLeod                        | 293                                | 2,2                                | +0,5                               |
| Wahlbeteiligung: (60,9 %)          |                                    |                                    |                                    |                                    |

### Parlamentswahl 2021
| Ergebnisse der Parlamentswahl 2021 | Ergebnisse der Parlamentswahl 2021 | Ergebnisse der Parlamentswahl 2021 | Ergebnisse der Parlamentswahl 2021 | Ergebnisse der Parlamentswahl 2021 |
| Partei                             | Kandidat                           | Stimmen                            | %                                  | ±                                  |
| ---------------------------------- | ---------------------------------- | ---------------------------------- | ---------------------------------- | ---------------------------------- |
| SNP                                | Alasdair Allan                     | 7.454                              | 51,4                               | −0,7                               |
| Labour                             | Shaun Fraser                       | 4.013                              | 27,7                               | +2,1                               |
| Conservative                       | Gavin Berkenheger                  | 2.116                              | 14,6                               | +3,2                               |
| Parteilos                          | Callum MacMillan                   | 571                                | 3,9                                | +3,9                               |
| Liberal Democrats                  | Neil Mitchison                     | 353                                | 2,4                                | +0,2                               |
| Wahlbeteiligung: 66 %              |                                    |                                    |                                    |                                    |